# Straß im Straßertale
Straß im Straßertale là một thị xã thuộc huyện Krems-Land in Niederösterreich in Áo.